# باشگاه فوتبال استقلال تهران در فصل ۸۴–۱۳۸۳
باشگاه فوتبال استقلال تهران در فصل ۸۴–۱۳۸۳ پنجاه‌ و نهمین سال فعالیت باشگاه استقلال تهران بود. این دومین فصلی بود که استقلال از ابتدای مسابقات با سرمربیگری امیر قلعه‌نویی وارد بازی‌ها می‌شد.
لیگ برتر در این فصل با ۱۶ تیم برگزار شد. استقلال در نیم‌فصل نخست مسابقات روند متوسطی داشت و ۶ پیروزی، ۷ تساوی و ۲ شکست را در کارنامه ثبت کرد. در نیم‌فصل دوم تیم امیر قلعه‌نویی روند بهتری پیدا کرد و ۱۰ پیروزی، ۳ تساوی و ۲ شکست را به دست آورد. چهار شکست استقلال در بازی‌های لیگ این فصل در دیدارهای مستقیم با فولاد و ذوب آهن رقم خورد و استقلال هر دو بازی رفت و برگشت با این تیم‌ها را واگذار کرد. امتیازهای از دست رفته در دیدارهای مستقیم با این دو تیم، تاثیر بسیاری در رده‌بندی تیم‌های بالای جدول در پایان مسابقات داشت. استقلال ۶ امتیاز کمتر از فولاد جمع کرد و با امتیاز برابر با ذوب آهن و به دلیل گل‌شماری کمتر، در ردهٔ سوم جدول پایانی لیگ قرار گرفت. رضا عنایتی با ۲۰ گل زده بهترین گلزن باشگاه در این فصل بود و عنوان آقای گلی مسابقات را نیز از آن خود کرد.
در جام حذفی، استقلال در همان ابتدای کار و در مرحلهٔ یک‌شانزدهم پایانی مسابقات، برابر شاهین بوشهر در ضربه‌های پنالتی نتیجه را واگذار کرد و از گردونهٔ مسابقات کنار رفت.
آبی‌پوشان در این فصل در مسابقات قاره‌ای حضور نداشتند.

## مرور فصل

### شهریور

علیرضا واحدی نیکبخت پس از به ثمر رساندن نخستین گل فصل استقلال مقابل استقلال اهواز

نخستین بازی استقلال در لیگ برتر فصل ۸۴–۱۳۸۳ در روز ۲۳ شهریور ۱۳۸۳ در ورزشگاه آزادی تهران برگزار شد که طی آن استقلال به دیدار هم‌نام اهوازی خود رفت. جدال دو تیم به دلیل روی‌دادهای هفته‌های آخر لیگ گذشته، حساسیت‌هایی را به همراه داشت. دو تیم در نخستین بازی خود در لیگ برتر این فصل در نهایت به تساوی ۱–۱ رضایت دادند. چهار روز بعد استقلال در هفتهٔ دوم بازی‌ها به دیدار صبا باتری تهران رفت. این بازی نیز به جهت حضور تعدادی زیادی از بازیکنان فصل پیش استقلال در صباباتری، از حساسیت‌هایی برخوردار بود. هادی طباطبایی، محمد نوازی، ستار همدانی و سهراب بختیاری‌زاده بازیکنانی بودند که از استقلال جدا شده و به صباباتری پیوسته بودند. علی دایی مهاجم فصل پیش پرسپولیس هم در ترکیب تیم صباباتری بود. بر روی نیمکت تیم صبا که تازه به لیگ برتر آمده بود، پرویز مظلومی نشسته بود. این دیدار نیز با نتیجهٔ ۱–۱ به پایان رسید تا استقلال لیگ برتر این فصل را با دو تساوی در شهریور ماه آغاز کرده باشد.
در آن زمان تنش‌هایی در سکوهای ورزشگاه آزادی و نوشته‌های روزنامه‌های ورزشی به چشم می‌خورد. بر روی سکوها گروهی از هواداران از امیر قلعه‌نویی حمایت می‌کردند و گروهی جانب ناصر حجازی را می‌گرفتند. در همان روزها حجازی و قلعه‌نویی در مصاحبه‌هایی که علیه یکدیگر انجام دادند، بر این جو دامن زدند. این موضع‌گیری‌ها ادامهٔ تنش‌هایی بود که از فصل گذشته میان این دو و طیف‌های استقلالی هوادارشان بر روی سکوها پدیدار شده بود.

### مهر

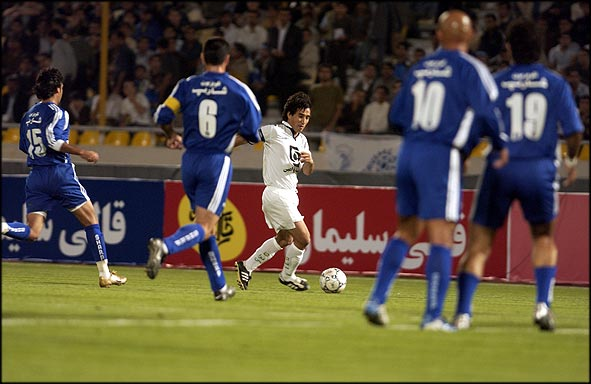
تقابل خداداد عزیزی، کاپیتان وقت پاس تهران با ستاره‌های استقلال

استقلال در هفتهٔ سوم بازی‌ها به نخستین برد خود در لیگ برتر در برابر فجر سپاسی دست یافت، دیداری که در تهران به میزبانی استقلال برگزار شد. استقلال در نیمهٔ دوم با گل رضا عنایتی از روی نقطهٔ پنالتی پیش افتاد و سپس علی سامره گل دوم را زد. سپاسی تنها یکی از گل‌ها را از نقطهٔ پنالتی پاسخ داد. مهرزاد معدنچی از تیم حریف در دقیقهٔ ۹۰ با کارت قرمز داور روبه‌رو شد. در هفتهٔ چهارم استقلال در رشت به دومین پیروزی خود رسید و خود را تا ردهٔ دوم جدول بالا کشید. گل‌های استقلال را گیلائوری از روی یک ضربهٔ ایستگاهی و رضا عنایتی از روی نقطهٔ پنالتی به ثمر رساندند. تک گل پگاه رشت را در این بازی داریوش یزدانی بازیکن پیشین استقلال به ثمر رساند. مهدی امیرآبادی از استقلال در دقیقهٔ ۹۰ با دریافت کارت زرد دوم از بازی بیرون رفت. پس از بازی‌های هفتهٔ چهارم، لیگ برتر به دلیل حضور تیم ملی فوتبال ایران در بازی‌های مقدماتی جام جهانی ۲۰۰۶ آلمان و نیز دیدار دوستانه با تیم ملی فوتبال آلمان در تهران، دو هفته تعطیل شد.
پس از بازی‌های تیم ملی ایران، لیگ برتر فوتبال ایران از سر گرفته شد و استقلال در هفتهٔ پنجم برای رویارویی با پاس تهران به میدان رفت. این دیدار با توجه به رقابت بسیار نزدیک و پرحاشیه‌ای که دو تیم در هفته‌های پایانی لیگ گذشته بر سر عنوان قهرمانی داشتند، حساس‌تر از پیش شده بود. پاس با مربی‌گری مجید جلالی و بازیکنان تأثیرگذاری هم‌چون خداداد عزیزی، جواد نکونام و آرش برهانی از شانس زیادی برای پیروزی در این بازی برخوردار بود اما در زمین مسابقه این استقلال بود که توانست نتیجه را با حساب ۲–۱ به سود خود رقم بزند. علی سامره در هر نیمه یک گل برای استقلال به ثمر رساند. پاس تنها یکی از این گل‌ها را با گل دقیقهٔ ۸۰ آرش برهانی پاسخ داد تا استقلال این بازی بزرگ را با پیروزی پشت سر بگذارد.

### آبان

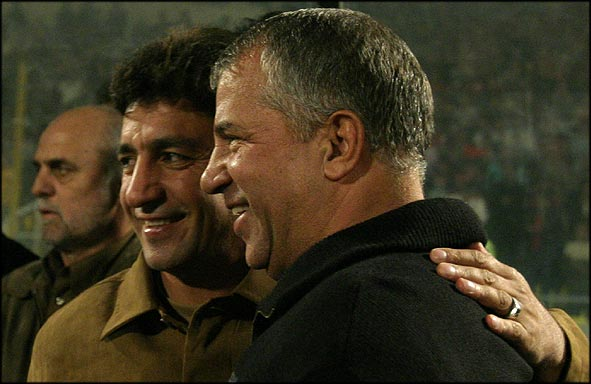
امیر قلعه‌نویی و علی پروین، سرمربیان آن روزهای استقلال و پرسپولیس، پیش از شروع دربی ۵۷

روز یکم آبان ۱۳۸۳ دو تیم استقلال و پرسپولیس در چارچوب هفتهٔ ششم لیگ برتر ایران به میدان رفتند. این پنجاه و هفتمین شهرآورد تهران بود. توفان و رگباری که چند ساعت پیش از این بازی در تهران رخ داده بود، از شمار تماشاگران این بازی کاسته بود. پیش از این بازی شانس استقلال برای پیروزی بیشتر برآورد شده بود با این حال دو تیم در این بازی به تساوی بدون گل دست یافتند. یک هفتهٔ بعد استقلال در دیدار با ابومسلم در حالی که تا دقیقهٔ ۵۹ با دو گل فرزاد مجیدی و سیاوش اکبرپور از حریف پیش بود، به فاصلهٔ چهار دقیقه دو گل دریافت کرد و بازی در نهایت به تساوی کشید. گل دوم ابومسلم روی گل به خودی و اشتباه گیلائوری به دست آمد.
نخستین شکست استقلال در این فصل لیگ برتر ایران، در هفتهٔ هشتم و برابر تیم ذوب آهن اصفهان در ورزشگاه فولادشهر رقم خورد. در فصل گذشته هم ذوب آهن نخستین شکست لیگ را به استقلال تحمیل کرده بود. در این دیدار ابتدا ذوب آهن روی اشتباه جورج توپالوویچ دروازه‌بان استقلال به‌وسیلهٔ فراز فاطمی، مهاجم پیشین استقلال، به گل رسید. فراز فاطمی در دقیقهٔ ۴۱ بازی با کارت قرمز داور روبه‌رو شد و تیم ذوب آهن ده نفره شد. با این حال استقلال نتوانست از کم شدن شمار بازیکنان حریف استفاده کند و این ذوب آهن بود که در دقیقهٔ ۶۱ به گل دوم خود رسید. در نهایت استقلال در دقیقهٔ ۸۱ با علی سامره به گل دست یافت. در حالی که آبی‌پوشان برای گل مساوی تلاش می‌کردند، ذوب آهن روی جاگیری اشتباه توپالوویچ، توسط سپهر حیدری گل سوم را نیز به ثمر رساند. سیاوش اکبرپور نیز در دقیقه ۸۴ با کارت قرمز مسعود مرادی روبه‌رو شد تا هر دو تیم ده‌نفره به کار خود پایان دهند.

### آذر
هفتهٔ نهم جدال دو تیم مدعی استقلال و فولاد اهواز بود. روند این بازی به گونه‌ای بود که تصور می‌شد استقلال بتواند به‌آسانی پیروز از زمین بیرون بیاید، اما اشتباهات خط دفاعی از یک‌سو و از دست دادن فرصت‌های گل‌زنی از سوی دیگر مانع از نتیجه‌گیری استقلال در این دیدار شد. گل اول بازی را نادر احمدی در دقیقهٔ ۵۲ برای فولاد به ثمر رساند. در دقیقهٔ ۶۴ رضا عنایتی با ضربه‌ای دیدنی بازی را برابر کرد. ضربهٔ سر احمد مومن‌زاده، بازیکن پیشین استقلال، در دقیقهٔ ۸۴ گل دوم فولاد را به همراه داشت تا استقلال دومین شکست پیاپی را در لیگ متحمل شود و فولاد خوزستان نیز به تنهایی در صدر جدول لیگ برتر تکیه زند.

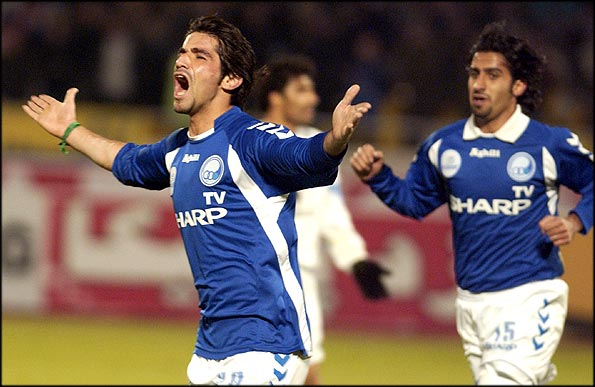
پیروز قربانی پس از به ثمر رساندن گل حساس مقابل پیکان تهران

روز ششم آذر استقلال  برق شیراز را در ورزشگاه حافظیه با سه گل شکست داد تا پس از دو شکست پیاپی خود را بازیابد. یک هفتهٔ بعد استقلال بازی هفتهٔ یازدهم خود را در برابر پیکان تهران برگزار کرد و در یک دیدار نفس‌گیر توانست با گل دقایق پایانی پیروز قربانی ۲–۱ به برتری دست یابد. گل اول بازی را امیر وزیری در دقیقهٔ ۹ وارد دروازهٔ استقلال کرد که تا پیش از پایان نیمهٔ نخست توسط حسین کاظمی پاسخ داده شد. استقلال در پایان این هفته پس از ذوب آهن و فولاد در ردهٔ سوم جدول جای گرفت.
آبی‌پوشان در هفتهٔ دوازدهم میهمان ملوان بندر انزلی بودند. دو تیم در یک بازی کسل‌کننده در زمین گل‌آلود انزلی به تساوی بدون گل رسیدند. در هفتهٔ سیزدهم استقلال میزبان شموشک نوشهر بود و با سه گل علی‌رضا منصوریان، سیاوش اکبرپور و علی سامره به پیروزی رسید. شموشک از دقیقهٔ ۶۸ این مسابقه با اخراج رامین محرم‌نژاد ده‌نفره به بازی ادامه داد.

### دی
سه تساوی پیاپی در برابر سایپا، سپاهان و استقلال اهواز امید استقلال را برای حمله به صدر جدول کاهش داد. افزون بر نارسایی‌های فنی، حاشیه‌های درون تیم نیز در عدم نتیجه‌گیری در این بازی‌ها نقش داشت.

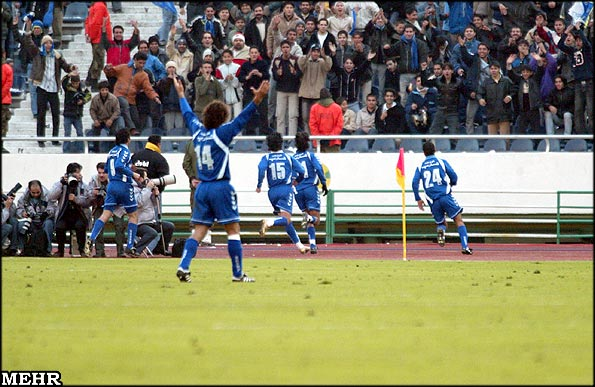
هتریک رضا عنایتی برابر صبا باتری پایانی بود بر تساوی‌های استقلال در آن مقطع

پس از این سه تساوی، استقلال در هفتهٔ هفدهم برابر صبا باتری با هتریک رضا عنایتی به پیروزی دست یافت و دوباره به کورس قهرمانی بازگشت. پیروز قربانی در دقیقهٔ ۵۵ این بازی دومین کارت زرد خود را گرفت و استقلال ده نفره به بازی ادامه داد.

### بهمن
روز دوم بهمن در شیراز استقلال در برابر فجر سپاسی تن به نهمین تساوی خود در این فصل داد. بازی بعدی استقلال با پگاه گیلان به دلیل شرایط نامساعد جوی به زمان دیگری موکول شد. در میانهٔ بهمن هم مسابقات به دلیل برپا شدن اردوی تیم ملی فوتبال ایران برای رویارویی با بحرین در مرحلهٔ مقدماتی جام جهانی ۲۰۰۶ آلمان تعطیل شد.

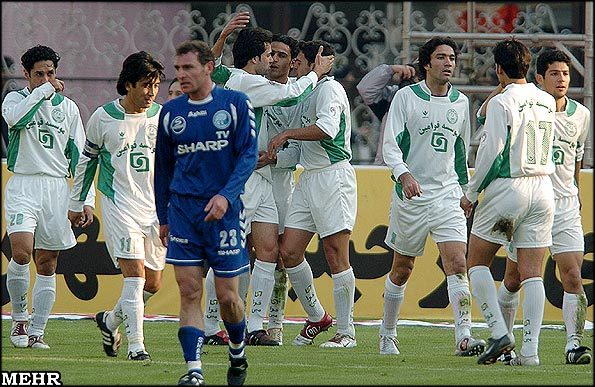
تیم پاس با در اختیار داشتن ستاره‌هایی چون جواد نکونام، آرش برهانی، خداداد عزیزی و محمد نصرتی، تحت هدایت مصطفی دنیزلی از اصلی‌ترین مدعیان قهرمانی بود

پس از این وقفه، استقلال در بازگشت به لیگ روی دور پیروزی قرار گرفت و چهار برد پیاپی را به دست آورد. روز ۲۸ بهمن استقلال به دیدار پاس تهران رفت. تیم مصطفی دنیزلی در نیمهٔ نخست با یک گل از استقلال پیش افتاد و دو ضربهٔ را هم به تیر دروازه کوبید. در حالی که همه چیز در نیمهٔ نخست از برتری پاس در این دیدار حکایت می‌کرد، استقلال در نیمهٔ دوم ورق را برگرداند. ابتدا عنایتی روی سانتر اکبرپور با ضربه‌ای آرام قفل دروازهٔ پاس را گشود و سپس در دقیقهٔ ۸۲ فرزاد مجیدی روی پاس گیلائوری گل دوم آبی‌ها را وارد دروازهٔ نیما نکیسا کرد. احمد کاظم و محمد نصرتی از پاس به ترتیب در دقیقه‌های ۸۹ و ۱+۹۰ با کارت قرمز داور از زمین بیرون رفتند تا پاس بازی را با ۹ بازیکن به پایان برساند. به این ترتیب استقلال در هر دو بازی رفت و برگشت لیگ برتر در برابر رقیب فصل گذشته‌اش به برتری دست یافت.

### اسفند

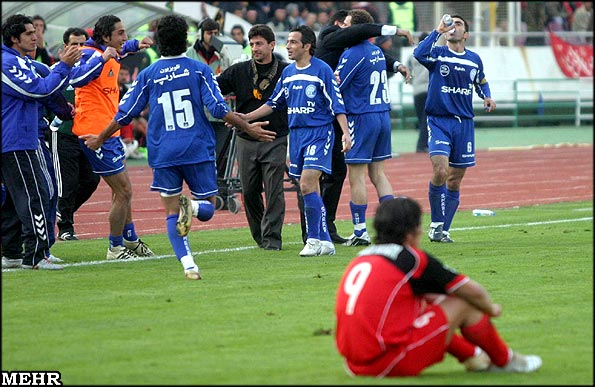
پیروزی در شهرآورد، آن هم در یک بازی دراماتیک، روحیهٔ تیم را دو چندان کرد.

روز ۷ اسفند استقلال در شهرآورد پنجاه و هشتم برابر پرسپولیس صف‌آرایی کرد. این بازی در نیمهٔ نخست از سوی هر دو تیم محتاطانه دنبال شد و گلی را در برنداشت. قلعه‌نویی که با به میدان فرستادن میثم بائو در کنار علی‌رضا منصوریان کوشیده بود تا میانهٔ زمین را در اختیار بگیرد، در نیمهٔ دوم پس از آن‌که مطمئن شد خط میانی پرسپولیس از کار افتاده‌است، با دو تعویض ابتکار عمل را به دست گرفت و به حمله آمد. میثم بائو در دقیقهٔ ۶۰ بیرون رفت و علی‌رضا اکبرپور به زمین آمد. ۸ دقیقه بعد استقلال گل اول را به دست آورد. رضا عنایتی در محوطهٔ ۱۸ قدم پرسپولیس یک توپ بی‌جان و مرده را به گل تبدیل کرد. پرسپولیس پس از این گل به بازی برگشت. نخست شیث رضایی بازی را برابر کرد و سپس سهراب انتظاری در موقعیت آفساید گل دوم را به ثمر رساند که از چشمان داور دور ماند. این بار نوبت استقلال بود که به بازی بازگردد. گل دوم استقلال در دقیقهٔ ۸۳ با ضربهٔ محمود فکری به دست آمد و در دقیقهٔ ۲+۹۰ روی حرکت فرزاد مجیدی از راست و ارسال او روی دروازه، پیروز قربانی با ضربهٔ سر گل برتری استقلال را وارد دروازهٔ پرسپولیس کرد. فرزاد مجیدی که در فصل‌های گذشته از هافبک‌های تأثیرگذار استقلال بود، در این بازی در نقطهٔ اوج خود قرار داشت و یکی از بهترین بازی‌های خود را برای استقلال انجام داد.
چهار روز بعد استقلال برابر پگاه گیلان (بازی عقب‌افتاده از هفتهٔ نوزدهم) قرار گرفت و با دو گل رضا عنایتی به پیروزی رسید. عنایتی در صدر جدول گلزنان لیگ قرار داشت.

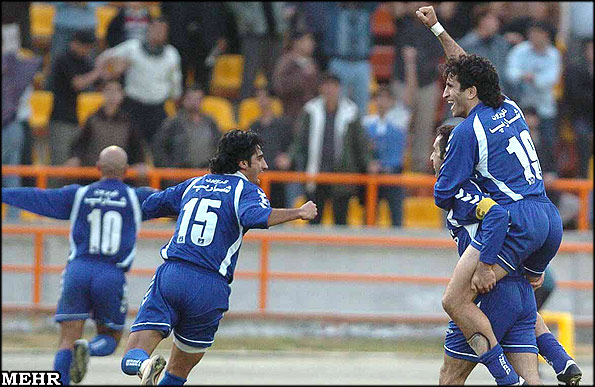
خوشحالی استقلالی‌ها از پیروزی مقابل ابومسلم؛ فرزاد مجیدی و علیرضا منصوریان درحال دویدن و داوود حق‌دوست روی دوش محمود فکری

در بازی بعدی آبی‌ها در مشهد مهمان ابومسلم خراسان بودند. استقلال در حالی که تا دقیقهٔ ۸۴ این مسابقه ۰–۲ از میزبان خود عقب افتاده بود، در دقایق پایانی مسابقه بازگشتی توفانی داشت و بازی را به سود خود به پایان رساند. در این دیدار ابتدا ابومسلم با دو گل مجتبی جباری بازیکن پیشین تیم امید استقلال پیش افتاد. رضا عنایتی در دقیقهٔ ۸۴ روی سانتر سیاوش اکبرپور یکی از گل‌ها را پاسخ داد. سه دقیقهٔ بعد میثم بائو گل مساوی استقلال را وارد دروازهٔ ابومسلم کرد و علی‌رضا اکبرپور در وقت اضافی مسابقه روی سانتر علی‌رضا منصوریان و با یک ضربهٔ سر گل پیروزی استقلال را به ثمر رساند. استقلال با این پیروزی به ردهٔ سوم جدول رسید. رویداد شایان ذکر این بازی، ورود مجاهد خذیراوی در نیمهٔ دوم بود که پس از ماه‌ها دوری به ترکیب استقلال بازمی‌گشت.
۲۱ اسفند استقلال پس از چهار پیروزی پیاپی در لیگ، در تهران برابر ذوب آهن اصفهان به میدان رفت و شکست سختی خورد. چهار روز پس از این بازی استقلال در واپسین دیدار خود در سال ۱۳۸۳ در چارچوب مرحلهٔ یک‌شانزدهم نهایی جام حذفی فوتبال ایران به دیدار شاهین بوشهر رفت. این مرحله در یک بازی و به میزبانی شاهین در بوشهر برگزار گردید. شاهین در ابتدای نیمهٔ دوم به گل رسید اما استقلال خیلی زود با مجاهد خذیراوی به این گل پاسخ داد. تلاش دو تیم در ادامهٔ بازی و وقت اضافه گل دیگری را در پی نداشت و کار به ضربه‌های پنالتی کشید. استقلال در پنالتی با نتیجهٔ ۴–۵ بازی را به میزبان خود واگذار کرد و از گردونهٔ بازی‌های جام حذفی کنار رفت.

### فروردین
استقلال که با دو شکست در لیگ و جام حذفی سال ۱۳۸۳ را به پایان برده بود، سال نو را هم با ناکامی آغاز کرد. روز ۲۱ فروردین آبی‌ها در اهواز رویاروی فولاد صدرنشین قرار گرفتند. این بازی یکی از آخرین شانس‌های تیم‌های تعقیب‌کنندهٔ فولاد (ذوب آهن، پرسپولیس و استقلال) برای نزدیک شدن به صدر جدول بود و دو تیم دیگر نیز چشم به پیروزی استقلال در این دیدار داشتند. فولاد اما این بازی را با تک گل دقیقهٔ ۶۲ ایمان مبعلی به سود خود خاتمه داد تا فاصله‌اش را با رقبا حفظ کند و استقلال نیز با پذیرفتن این شکست از صدر جدول دورتر افتاد. در پایان بازی‌های این هفته و به فاصلهٔ شش هفته تا پایان رقابت‌ها، فولاد با ۵۰ امتیاز پیش‌آهنگ لیگ بود. ذوب آهن ۴۷، پرسپولیس ۴۴ و استقلال ۴۲ امتیاز داشتند. دو شکست پی‌درپی استقلال در لیگ برابر ذوب آهن و فولاد کار را برای قلعه‌نویی و شاگردان‌اش دشوار کرده بود.
در هفتهٔ بیست و پنجم استقلال با برق شیراز دیدار کرد. پس از یک نیمهٔ بدون گل، استقلال در نیمهٔ دوم و در دقیقه‌های ۵۷ و ۶۰ دو گل غافل‌گیرکننده دریافت کرد. دو گل دیرهنگام رضا عنایتی آب رفته را به جوی استقلال بازگرداند و در دقیقهٔ ۳+۹۰ سیاوش اکبرپور گل برتری آبی‌ها را وارد دروازهٔ حریف کرد و بازگشت استقلال را کامل کرد. استقلال در این فصل چند بار دیگر نیز توانسته بود در دقیقه‌های پایانی نتایج بازی‌ها را دگرگون کند و تلاش بازیکنان این تیم برای کسب نتیجه تا لحظهٔ دمیده شدن سوت پایان بازی، از ویژگی‌های استقلال در این روزها بود.

### اردیبهشت
استقلال که پس از شکست در برابر ذوب آهن و فولاد کم‌امیدترین تعقیب‌کننده فولاد شمرده می‌شد، در اردی‌بهشت ۱۳۸۴ با سه برد پیاپی در برابر پیکان، ملوان و شموشک نوشهر خود را تا ردهٔ دوم جدول بالا کشید و دوباره در کورس قهرمانی قرار گرفت. پس از این بازی‌ها لیگ برتر فوتبال ایران به دلیل برپا شدن اردوی تیم ملی مدتی تعطیل شد و دو هفتهٔ پایانی لیگ در خرداد ماه پیگیری شد.

### خرداد
پس از برگزاری بازی‌های باقی‌ماندهٔ تیم ملی در مرحله مقدماتی جام جهانی ۲۰۰۶ آلمان که با راهیابی ایران به جام جهانی همراه بود، بازی‌های لیگ از سر گرفته شد. روز ۲۲ خرداد بازی‌های هفتهٔ بیست‌ونهم به‌طور هم‌زمان برگزار گردید. فولاد اهواز در این روز با پیروزی بر تیم پگاه سقوط‌کرده، به حدنصاب غیرقابل‌جبران در جدول رده‌بندی رسید و به فاصلهٔ یک هفته مانده به پایان رقابت‌ها، قهرمان جام خلیج فارس شد. استقلال در تهران سایپا را در یک بازی پرگل با نتیجهٔ ۴–۳ شکست داد. در هنگام برگزاری این مسابقه گل‌های فولاد از اسکوربرد ورزشگاه آزادی پخش می‌شد، با این حال استقلال که می‌دانست نتیجهٔ این دیدار برای تیم‌های پایین جدول تعیین‌کننده است، انگیزهٔ پیروزی را از دست نداد و بازی را با برد به پایان رساند.
در هفتهٔ پایانی لیگ، استقلال در تهران برابر سپاهان اصفهان متوقف شد و با توجه به گل‌شماری کمتر نسبت به تیم ذوب آهن، در ردهٔ سوم جدول قرار گرفت. در این بازی یک پنالتی استقلال توسط عنایتی از دست رفت. رضا عنایتی در پایان مسابقات این فصل با ۲۰ گل زده عنوان آقای گل لیگ را از آن خود کرد.

## بازی پیش فصل و دوستانه
استقلال در اردوی پیش فصل در ترکیه در برابر دو تیم ترکیه‌ای قرار گرفت که از نتایج این دو بازی اطلاعاتی در منابع موجود نمی‌باشد.استقلال در تاریخ یکم شهریور سال ۱۳۸۳ به مصاف تیم اف اسپور رفت و در تاریخ سوم شهریور نیز در برابر استانبول اسپورت ترکیه قرار گرفت.
| ۱ شهریور ۱۳۸۳ دوستانه ۱ | اف اسپور | ۱ – ۴ | استقلال تهران                                          | ترکیه |
|                         |          |       | ملکیان نیمه اول' · عنایتی نیمه اول' · حقدوست نیمه دوم' |       |

| ۳ شهریور ۱۳۸۳ دوستانه ۲ | استانبول اسپور | –     | استقلال تهران | ترکیه |
|                         |                | گزارش |               |       |

| ۱۴ آبان ۱۳۸۳ دوستانه ۳                                                                    | استقلال تهران | ۰ – ۱ | استقلال اهواز | دبی، امارات           |
|                                                                                           |               | گزارش | آلوز          | ورزشگاه: ایرانیان دبی |
| یادداشت: این بازی در بازه زمانی حضور استقلال در امارت برای بازیهای جام شیخ راشد برگزار شد |               |       |               |                       |

| ۹ بهمن ۱۳۸۳ دوستانه ۴                        | استقلال تهران | ۱ – ۰ | اشتورم گراتس | کیش                 |
|                                              | مجیدی ۳۴'     | گزارش |              | ورزشگاه: المپیک کیش |
| یادداشت: در این بازی فرزاد مجیدی کاپیتان بود |               |       |              |                     |

| ۱۳۸۳ دوستانه ۵ | استقلال تهران | ۲ – ۱ | اکباتان تهران | تهران |

| ۱۳۸۳ دوستانه ۶ | استقلال تهران | ۲ – ۰ | استقلال کاشان | تهران |

### جام صلح و دوستی
| ۹ شهریور ۱۳۸۳ بازی اول | استقلال تهران                      | ۲ – ۰ | الشعب امارات | تهران                                  |
|                        | ملکیان ۵۵' · احمدزاده ۸۷' · قربانی | گزارش | علی عبدالله  | ورزشگاه: آزادی تهران داور: مسعود مرادی |

| ۱۱ شهریور ۱۳۸۳ بازی دوم | استقلال تهران               | ۲ – ۲ | الوصل امارات                                                 | تهران                                       |
|                         | صادقی ۲۸' · لطفی ۸۹' · شیری |       | خالد درویش ۴۴' · مجیدی ۵۳' · عیسی علی · احمد سالم · محمد علی | ورزشگاه: آزادی تهران داور: فریدون اصفهانیان |

| ۱۳ شهریور ۱۳۸۳ بازی سوم | استقلال تهران | ۰ – ۰ | پاس تهران | تهران                                |
|                         |               | گزارش |           | ورزشگاه: آزادی تهران داور: علی خسروی |

#### جدول رده‌بندی
| # | تیم           | بازی | برد | مساوی | باخت | گل زده | گل خورده | تفاضل گل | امتیاز |
| - | ------------- | ---- | --- | ----- | ---- | ------ | -------- | -------- | ------ |
| ۱ | پاس تهران     | ۳    | ۲   | ۱     | ۰    | ۴      | ۱        | ۳        | ۷      |
| ۲ | استقلال تهران | ۳    | ۱   | ۲     | ۰    | ۴      | ۲        | ۲        | ۵      |
| ۳ | الشعب امارات  | ۳    | ۱   | ۱     | ۱    | ۳      | ۵        | ۲-       | ۳      |
| ۴ | الوصل امارات  | ۳    | ۰   | ۱     | ۲    | ۵      | ۸        | ۳-       | ۱      |

### جام شیخ راشد دبی
استقلال در این فصل برای در حضور در جام شیخ راشد دبی دعوت شد و به علت تداخل این تورنمنت با بازیهای لیگ برتر آبی‌پوشان با دو گروه از بازیکنان در این مسابقات حاضر شدند. ابتدا جمعی از بازیکنان امید و بازیکنانی که در لیگ برتر کمتر مورد استفاده قرار می‌گرفتند به امارات رفته و در بازی اول برای استقلال بازی کردند. استقلال در بازی دوم با تیم اصلی به میدان رفت. پس از انجام بازی دوم به دلیل فوت امیر امارات بازیها تعطیل شد و استقلال به ایران بازگشت. استقلال به همراه تیمهای منتخب راشد، تیم ملی امید لبنان و آب و برق ابوظبی در یک گروه قرار داشت.
| ۷ آبان ۱۳۸۳ ۱                                     | آب و برق ابوظبی | ۰ – ۰ | استقلال تهران | دبی، امارات              |
|                                                   |                 | گزارش |               | ورزشگاه: افسران پلیس دبی |
| یادداشت: در این بازی تیم دوم استقلال به میدان رفت |                 |       |               |                          |

| ۱۰ آبان ۱۳۸۳ ۲                                         | تیم ملی امید لبنان | ۱ – ۲       | استقلال تهران          | دبی، امارات              |
|                                                        | ؟ ۲۰'              | تبیان ایسنا | عنایتی ۴۰' · سامره ۶۵' | ورزشگاه: افسران پلیس دبی |
| یادداشت: به دلیل فوت امیر امارات بازیها نیمه کاره ماند |                    |             |                        |                          |

## بازی‌ها

### لیگ برتر
| ۲۳ شهریور ۱۳۸۳ ۱ | استقلال تهران                 | ۱ – ۱ | استقلال اهواز | تهران                                   |
|                  | واحدی‌نیکبخت · واحدی‌نیکبخت ۴۰' | گزارش | آل‌نعمه ۴۶'    | ورزشگاه: آزادی تهران داور: محسن قهرمانی |

| ۲۷ شهریور ۱۳۸۳ ۲ | صبا باطری تهران | ۱ – ۱ | استقلال تهران | تهران                                   |
|                  | ذوالرحمی ۵۵'    | گزارش | عنایتی ۵'     | ورزشگاه: آزادی تهران داور: هدایت ممبینی |

| ۲ مهر ۱۳۸۳ ۳ | استقلال تهران                                  | ۲ – ۱ | فجرسپاسی شیراز                           | تهران                               |
|              | عنایتی ۵۵' (پنالتی) · سامره ۸۰' · گیلائوری '۸۴ | گزارش | معدنچی ۸۶' (پنالتی) · ؟ '۵۳ · معدنچی '۹۰ | ورزشگاه: آزادی تهران داور: حسین یدی |

| ۹ مهر ۱۳۸۳ ۴ | پگاه گیلان                                                        | ۱ – ۲ | استقلال تهران                                                         | رشت                                                |
|              | یزدانی ۵۵' · اسلاو کوماتیچ  · آرش سیفی  · میرطرقی  · حبیب هوشیار  | گزارش | گیلائوری ۲۵' '۳۸ · منصوریان '۷۰ · عنایتی ۸۸' (پنالتی) · امیرآبادی '۹۰ | ورزشگاه: عضدی رشت تماشاگران: ۳۰۰۰۰ داور: علی خسروی |

| ۲۶ مهر ۱۳۸۳ ۵ | استقلال تهران                                   | ۲ – ۱ | پاس تهران  | تهران                                       |
|               | سامره ۲۶'، ۵۱' · فکری · گیلائوری · مجیدی · شیری | گزارش | برهانی ۷۹' | ورزشگاه: آزادی تهران داور: فریدون اصفهانیان |

| ۱ آبان ۱۳۸۳ ۶ (دربی ۵۸) | پیروزی تهران | ۰ – ۰ | استقلال تهران   | تهران                                 |
|                         |              | گزارش | عنایتی منصوریان | ورزشگاه: آزادی تهران داور: فلورین میر |

| ۸ آبان ۱۳۸۳ ۷ | استقلال تهران                                     | ۲ – ۲ | ابومسلم مشهد                       | تهران                                    |
|               | مجیدی ۴۲' · س.اکبرپور ۵۵' · امیرآبادی · ع.اکبرپور | گزارش | فضلی ۵۹' · گیلائوری ۶۲' (گل‌به‌خودی) | ورزشگاه: آزادی تهران داور: فرج‌الله یثربی |

| ۲۱ آبان ۱۳۸۳ ۸ | ذوب‌آهن اصفهان                                 | ۳ – ۱ | استقلال تهران                                                  | اصفهان                                     |
|                | فاطمی ۵' · فاطمی '۳۹ · منصوری ۶۱' · حیدری ۸۳' | گزارش | سامره ۸۱' · س.اکبرپور '۸۴ · گیلائوری · انصافی · صادقی · حق‌دوست | ورزشگاه: فولادشهر اصفهان داور: مسعود مرادی |

| ۱ آذر ۱۳۸۳ ۹ | استقلال تهران                                | ۱ – ۲ | فولاد خوزستان          | تهران                                |
|              | عنایتی ۶۳' · واحدی‌نیکبخت · عنایتی · منصوریان | گزارش | احمدی ۵۲' · مومن‌زاه ۴' | ورزشگاه: آزادی تهران داور: علی خسروی |

| ۶ آذر ۱۳۸۳ ۱۰ | برق شیراز | ۰ – ۳ | استقلال تهران                                | شیراز                                      |
|               |           | گزارش | س.اکبرپور ۲۹' · عنایتی ۷۵' · واحدی‌نیکبخت ۷۹' | ورزشگاه: حافظیه شیراز داور: رحیم رحیمی‌مقدم |

| ۱۳ آذر ۱۳۸۳ ۱۱ | استقلال تهران                             | ۲ – ۱ | پیکان تهران | تهران                                       |
|                | کاظمی ۲۵' · قربانی ۸۸' · صادقی · منصوریان | گزارش | وزیری ۹'    | ورزشگاه: آزادی تهران داور: فریدون اصفهانیان |

| ۲۰ آذر ۱۳۸۳ ۱۲ | ملوان انزلی           | ۰ – ۰ | استقلال تهران | انزلی                               |
|                | عنایتی امیرآبادی فکری | گزارش |               | ورزشگاه: تختی انزلی داور: محسن ترکی |

| ۲۷ آذر ۱۳۸۳ ۱۳ | استقلال تهران                                     | ۳ – ۰ | شوشک نوشهر   | تهران                               |
|                | منصوریان ۳۵' · س.اکبرپور ۷۶' · سامره ۸۰' · حقدوست | گزارش | محرم‌نژاد '۶۸ | ورزشگاه: آزادی تهران داور: حسین یدی |

| ۵ دی ۱۳۸۳ ۱۴ | سایپا تهران  | ۰ – ۰ | استقلال تهران     | تهران                                    |
|              | هاشمی‌نسب '۸۰ | گزارش | واحدی‌نیکبخت صادقی | ورزشگاه: آزادی تهران داور: فرج‌الله یثربی |

| ۱۱ دی ۱۳۸۳ ۱۵ | سپاهان اصفهان                 | ۲ – ۲ | استقلال تهران                                               | اصفهان                                      |
|               | بزیک ۶۶' · خطیبی ۸۱' (پنالتی) | گزارش | سامره ۲۹' · عنایتی ۴۹' · کاظمی · قربانی · صادقی · سامره '۶۹ | ورزشگاه: نقش جهان اصفهان داور: محسن قهرمانی |

| ۱۸ دی ۱۳۸۳ ۱۶ | استقلال اهواز                         | ۲ – ۲ | استقلال تهران           | اهواز                                                       |
|               | آل‌نعمه ۲۲' · جلالی‌ثابت ۲۶' · عیدی‌زاده | گزارش | عنایتی ۷'، ۴۰' · عنایتی | ورزشگاه: تختی اهواز تماشاگران: ۲۵۰۰۰ داور: فریدون اصفهانیان |

| ۲۴ دی ۱۳۸۳ ۱۷ | استقلال تهران                     | ۳ – ۱ | صبا باطری تهران | تهران                                  |
|               | عنایتی ۱۷'، ۶۰'، ۷۹' · قربانی '۵۵ | گزارش | زوهانی ۳۵'      | ورزشگاه: آزادی تهران داور: مسعود مرادی |

| ۲ بهمن ۱۳۸۳ ۱۸ | فجرسپاسی شیراز | ۰ – ۰ | استقلال تهران    | شیراز                                      |
|                |                | گزارش | مجیدی کاظمی لطفی | ورزشگاه: آزادی تهران داور: خداداد افشاریان |

| ۱۹ | استقلال تهران | – | پگاه گیلان | تهران                |
|    |               |   |            | ورزشگاه: آزادی تهران |

| ۲۸ بهمن ۱۳۸۳ ۲۰ | پاس تهران                                  | ۱ – ۲ | استقلال تهران                                  | تهران                                |
|                 | برهانی ۲۳' · احمد کاظم '۸۹ · نصرتی '۱+۹۰ · | گزارش | عنایتی ۵۹' · مجیدی ۸۳' · صادقی '۳۴ · کاظمی '۴۵ | ورزشگاه: آزادی تهران داور: ایرج نظری |

| ۷ اسفند ۱۳۸۳ ۲۱ (دربی ۵۹) | استقلال تهران                                                     | ۳ – ۲ | پیروزی تهران            | تهران                                     |
|                           | عنایتی ۶۸' · فکری ۸۳' · قربانی ۳+۹۰' · گیلائوری · منصوریان · فکری | گزارش | رضایی ۷۵' · انتظاری ۷۷' | ورزشگاه: آزادی تهران داور: والنتین ایوانف |

| ۱۱ اسفند ۱۳۸۳ ۱۹ | استقلال تهران                                   | ۲ – ۰ | پگاه گیلان | تهران                                  |
|                  | عنایتی ۴۱' (پنالتی)، ۳+۹۰' · س.اکبرپور · قربانی | گزارش |            | ورزشگاه: آزادی تهران داور: مسعود مرادی |

| ۱۵ اسفند ۱۳۸۳ ۲۲ | ابومسلم مشهد   | ۲ – ۳ | استقلال تهران                                                             | مشهد                                |
|                  | جباری ۳۶'، ۵۲' | گزارش | عنایتی ۸۵' · بائو ۸۶' · ع.اکبرپور ۲+۹۰' · فکری · صادقی · کاظمی · منصوریان | ورزشگاه: ثامن مشهد داور: ایرج مظفری |

| ۲۱ اسفند ۱۳۸۳ ۲۳ | استقلال تهران                 | ۰ – ۳ | ذوب‌آهن اصفهان                               | تهران                                  |
|                  | عنایتی · لطفی · کاظمی · مجیدی | گزارش | فاطمی ۴' (پنالتی) · طهماسبی ۴۱' · حیدری ۷۲' | ورزشگاه: آزادی تهران داور: مسعود مرادی |

| ۲۱ فروردین ۱۳۸۴ ۲۴ | فولاد خوزستان | ۱ – ۰ | استقلال تهران | اهواز                                      |
|                    | مبعلی ۶۲'     | گزارش | کاظمی '۸۷     | ورزشگاه: تختی اهواز داور: فریدون اصفهانیان |

| ۲۶ فروردین ۱۳۸۴ ۲۵ | استقلال تهران                                                 | ۳ – ۲ | برق شیراز                | تهران                                     |
|                    | عنایتی ۸۰'، ۸۴' (پنالتی) · س.اکبرپور ۳+۹۰' · امیرآبادی · خیری | گزارش | امیری ۵۸' · آقامحمدی ۶۰' | ورزشگاه: آزادی تهران داور: رحیم رحیمی‌مقدم |

| ۲ اردیبهشت ۱۳۸۴ ۲۶ | پیکان تهران | ۰– ۱  | استقلال تهران        | تهران                                |
|                    |             | گزارش | س.اکبرپور ۷۵' · خیری | ورزشگاه: آزادی تهران داور: علی خسروی |

| ۸ اردیبهشت ۱۳۸۴ ۲۷ | استقلال تهران                                                                | ۳ – ۱ | ملوان انزلی           | تهران                                |
|                    | منصوریان ۹' · س.اکبرپور ۱۶' · حسینی ۷۹' (گل‌به‌خودی) · قربانی · حقدوست · مجیدی | گزارش | خاوندی ۳۵' · جمشیدیان | ورزشگاه: آزادی تهران داور: محسن ترکی |

#### جایگاه در جدول
| رتبه | تیم           | بازی | برد | مساوی | باخت | گل زده | گل خورده | گل تفاضل | امتیاز | صعود یا سقوط                               |
| ---- | ------------- | ---- | --- | ----- | ---- | ------ | -------- | -------- | ------ | ------------------------------------------ |
| ۱    | فولاد         | ۳۰   | ۱۹  | ۷     | ۴    | ۴۱     | ۲۰       | ۲۱+      | ۶۴     | صعود به مرحله گروهی لیگ قهرمانان آسیا ۲۰۰۶ |
| ۲    | ذوب‌آهن        | ۳۰   | ۱۷  | ۷     | ۶    | ۳۸     | ۱۹       | ۱۹+      | ۵۸     |                                            |
| ۳    | استقلال       | ۳۰   | ۱۶  | ۱۰    | ۴    | ۵۱     | ۳۵       | ۱۶+      | ۵۸     |                                            |
| ۴    | پرسپولیس      | ۳۰   | ۱۶  | ۷     | ۷    | ۴۳     | ۲۷       | ۱۶+      | ۵۵     |                                            |
| ۵    | استقلال اهواز | ۳۰   | ۱۲  | ۸     | ۱۰   | ۴۱     | ۳۵       | ۶+       | ۴۴     |                                            |

#### دست‌آوردها در خانه و بیرون
| مجموع | مجموع  | مجموع | مجموع | مجموع | مجموع | مجموع | مجموع | خانه | خانه | خانه | خانه | خانه | خانه | مهمان | مهمان | مهمان | مهمان | مهمان | مهمان |
| بازی  | امتیاز | پ     | ت     | ش     | گ‌ز    | گ‌خ    | ت‌گ    | پ    | ت    | ش    | گ‌ز   | گ‌خ   | ت‌گ   | پ     | ت     | ش     | گ‌ز    | گ‌خ    | ت‌گ    |
| ----- | ------ | ----- | ----- | ----- | ----- | ----- | ----- | ---- | ---- | ---- | ---- | ---- | ---- | ----- | ----- | ----- | ----- | ----- | ----- |
| ۳۰    | ۵۸     | ۱۶    | ۱۰    | ۴     | ۵۱    | ۳۵    | ۱۶+   | ۱۰   | ۳    | ۲    | ۳۳   | ۲۲   | ۱۱+  | ۶     | ۷     | ۲     | ۱۸    | ۱۳    | ۵+    |

آخرین بروزرسانی: پایان فصل

منبع: IPLstats Home
IPLstats Away

پ = پیروزی؛ ت = تساوی؛ ش = شکست؛ گ‌ز = گل زده؛ گ‌خ = گل خورده؛ ت‌گ = تفاضل گل

|                    | بازی | برد | مساوی | شکست | زده | خورده | تفاضل | امتیاز |
| ------------------ | ---- | --- | ----- | ---- | --- | ----- | ----- | ------ |
| در ورزشگاه آزادی   | ۲۰   | ۱۲  | ۶     | ۲    | ۳۷  | ۲۴    | ۱۳+   | ۴۲     |
| در ورزشگاه‌های دیگر | ۱۰   | ۴   | ۴     | ۲    | ۱۴  | ۱۱    | ۳+    | ۱۶     |

#### روند هفته به هفته
| هفته  | ۱ | ۲ | ۳ | ۴ | ۵ | ۶ | ۷ | ۸ | ۹ | ۱۰ | ۱۱ | ۱۲ | ۱۳ | ۱۴ | ۱۵ | ۱۶ | ۱۷ | ۱۸ | ۱۹ | ۲۰ | ۲۱ | ۲۲ | ۲۳ | ۲۴ | ۲۵ | ۲۶ | ۲۷ | ۲۸ | ۲۹ | ۳۰ |
| ----- | - | - | - | - | - | - | - | - | - | -- | -- | -- | -- | -- | -- | -- | -- | -- | -- | -- | -- | -- | -- | -- | -- | -- | -- | -- | -- | -- |
| زمین  | خ | م | خ | م | خ | م | خ | م | خ | م  | خ  | م  | خ  | م  | م  | م  | خ  | م  | م  | خ  | خ  | م  | خ  | م  | خ  | م  | خ  | م  | خ  | خ  |
| نتیجه | ت | ت | پ | پ | پ | ت | ت | ش | ش | پ  | پ  | ت  | پ  | پ  | پ  | پ  | ت  | ت  | پ  | پ  | پ  | پ  | ش  | ش  | پ  | پ  | پ  | پ  | پ  | ت  |
| وضعیت | ۷ | ۷ | ۲ | ۳ | ۲ | ۲ | ۳ | ۵ | ۵ | ۵  | ۳  | ۴  | ۴  | ۴  | ۴  | ۵  | ۴  | ۴  | ۴  | ۴  | ۴  | ۳  | ۳  | ۳  | ۳  | ۳  | ۳  | ۳  | ۲  | ۳  |

آخرین بروزرسانی: پایان فصل.
منبع: "IPL Stats".

زمین: م = مهمان، خ = خانه. نتیجه: ت = تساوی، ش = شکست، پ = پیروزی.

- در تهیه این جدول ترتیب برگزاری بازیها ملاک قرار گرفته است و شماره هفته بازیها اساس تهیه جدول نبوده است

### جام حذفی
| ۲۵ اسفند ۱۳۸۳ 1/16 نهایی                                               | شاهین بوشهر  | ۱ – ۱ (۴ – ۳ پنالتی)                        | استقلال تهران | بوشهر                                 |
|                                                                        | شهبازی ۷۰'   | گزارش                                       | خذیراوی ۷۳'   | ورزشگاه: بهشتی بوشهر داور: حسن نوشه‌ور |
|                                                                        | ضربات پنالتی |                                             |               |                                       |
| عبدالرضا بازیاری · صادق معینی · حمید ‌فرد · عماد نبی‌پور · محمود آرامش · |              | کاظمی · شهبازیان · عنایتی · خذیراوی · مجیدی |               |                                       |

## آمار

### عملکرد کلی تیم در فصل
منبع: رقابت‌ها

### نمایش بازیکنان
| شماره | پُست       | بازیکنان           | لیگ برتر | لیگ برتر | لیگ برتر | جام حذفی | جام حذفی | جام حذفی | مجموع   | مجموع | مجموع    | کارت                 | کارت             |
| شماره | پُست       | بازیکنان           | بازی     | زمان     | کارت زرد | بازی     | زمان     | کارت زرد | بازی    | زمان  | کارت زرد | کارت زرد دوم و اخراج | کارت قرمز مستقیم |
| ----- | --------- | ------------------ | -------- | -------- | -------- | -------- | -------- | -------- | ------- | ----- | -------- | -------------------- | ---------------- |
| ۱     | دروازه‌بان | جورج توپالوویچ     | ۲۱       | ۱۸۹۰     | ۱        | ۱        | ۱۲۰      | ۰        | ۲۲ (۲۲) | ۲۰۱۰  | ۱        | ۰                    | ۰                |
| ۲     | مدافع     | امیرحسین صادقی     | ۲۳       | ۱۷۵۶     | ۶        | ۱        | ۱۲۰      | ۰        | ۲۴ (۲۰) | ۱۸۷۶  | ۶        | ۰                    | ۰                |
| ۳     | مدافع     | مهدی امیرآبادی     | ۱۹       | ۱۵۴۲     | ۵        | ۰        | ۰        | ۰        | ۱۹ (۱۸) | ۱۵۴۲  | ۵        | ۱                    | ۰                |
| ۴     | هافبک     | بهشاد یاورزاده     | ۱        | ۴۵       | ۰        | ۰        | ۰        | ۰        | ۱ (۱)   | ۴۵    | ۰        | ۰                    | ۰                |
| ۵     | مدافع     | سبو شهبازیان       | ۲        | ۲۷       | ۰        | ۱        | ۱۲۰      | ۰        | ۳ (۱)   | ۱۴۷   | ۰        | ۰                    | ۰                |
| ۶     | مدافع     | محمود فکری         | ۲۸       | ۲۴۳۶     | ۴        | ۱        | ۲        | ۰        | ۲۹ (۲۸) | ۲۴۳۸  | ۴        | ۰                    | ۰                |
| ۷     | مدافع     | سعید لطفی          | ۱۷       | ۱۰۴۷     | ۲        | ۰        | ۰        | ۰        | ۱۷ (۱۲) | ۱۰۴۷  | ۲        | ۰                    | ۰                |
| ۸     | هافبک     | مهدی شیری          | ۱۳       | ۴۶۵      | ۱        | ۰        | ۰        | ۰        | ۱۳ (۸)  | ۴۶۵   | ۱        | ۰                    | ۰                |
| ۹     | مهاجم     | علی سامره          | ۱۳       | ۷۹۹      | ۳        | ۰        | ۰        | ۰        | ۱۳ (۹)  | ۷۹۹   | ۳        | ۱                    | ۰                |
| ۱۰    | هافبک     | علیرضا منصوریان    | ۲۶       | ۲۰۸۰     | ۶        | ۱        | ۵۵       | ۰        | ۲۷ (۲۴) | ۲۱۳۵  | ۶        | ۰                    | ۰                |
| ۱۱    | مهاجم     | غلامرضا عنایتی     | ۲۹       | ۲۶۰۳     | ۵        | ۱        | ۱۲۰      | ۰        | ۳۰ (۳۰) | ۲۷۲۳  | ۵        | ۰                    | ۰                |
| ۱۲    | مهاجم     | مجاهد خذیراوی      | ۵        | ۷۱       | ۰        | ۱        | ۱۲۰      | ۰        | ۶ (۱)   | ۱۹۱   | ۰        | ۰                    | ۰                |
| ۱۳    | مدافع     | مصطفی اکرامی       | ۳        | ۴۵       | ۰        | ۰        | ۰        | ۰        | ۳ (۰)   | ۴۵    | ۰        | ۰                    | ۰                |
| ۱۴    | هافبک     | حسین کاظمی         | ۲۱       | ۱۱۵۲     | ۷        | ۱        | ۲۹       | ۰        | ۲۲ (۱۴) | ۱۱۸۱  | ۷        | ۱                    | ۰                |
| ۱۵    | هافبک     | فرزاد مجیدی        | ۲۷       | ۲۱۱۵     | ۵        | ۱        | ۶۵       | ۰        | ۲۸ (۲۲) | ۲۱۸۰  | ۵        | ۰                    | ۰                |
| ۱۶    | هافبک     | علیرضا اکبرپور     | ۱۶       | ۵۴۵      | ۱        | ۰        | ۰        | ۰        | ۱۶ (۲)  | ۵۴۵   | ۱        | ۰                    | ۰                |
| ۱۷    | هافبک     | میثم بائو          | ۱۰       | ۵۷۸      | ۰        | ۱        | ۱۱۸      | ۰        | ۱۱ (۷)  | ۶۹۶   | ۰        | ۰                    | ۰                |
| ۱۸    | مهاجم     | فرد ملکیان         | ۴        | ۱۳۷      | ۰        | ۱        | ۱۲۰      | ۰        | ۵ (۲)   | ۲۵۷   | ۰        | ۰                    | ۰                |
| ۱۹    | مدافع     | داوود حق‌دوست       | ۲۷       | ۲۲۵۱     | ۳        | ۱        | ۹۱       | ۰        | ۲۸ (۲۶) | ۲۳۴۲  | ۳        | ۰                    | ۰                |
| ۲۰    | مدافع     | پیروز قربانی       | ۲۳       | ۱۷۴۲     | ۵        | ۱        | ۱۲۰      | ۰        | ۲۴ (۲۲) | ۱۸۶۲  | ۵        | ۱                    | ۰                |
| ۲۲    | هافبک     | علیرضا واحدی‌نیکبخت | ۱۳       | ۱۱۰۰     | ۳        | ۰        | ۰        | ۰        | ۱۳ (۱۲) | ۱۱۰۰  | ۳        | ۰                    | ۰                |
| ۲۳    | هافبک     | آوسنتی گیلائوری    | ۲۲       | ۱۸۰۹     | ۳        | ۱        | ۱۲۰      | ۰        | ۲۳ (۲۲) | ۱۹۲۹  | ۳        | ۰                    | ۰                |
| ۲۴    | مهاجم     | سیاوش اکبرپور      | ۲۳       | ۱۶۱۳     | ۲        | ۰        | ۰        | ۰        | ۲۳ (۱۸) | ۱۶۱۳  | ۲        | ۰                    | ۱                |
| ۲۶    | مدافع     | مجتبی انصافی       | ۷        | ۴۲۲      | ۱        | ۰        | ۰        | ۰        | ۷ (۵)   | ۴۲۲   | ۱        | ۰                    | ۰                |
| ۳۰    | دروازه‌بان | وحید طالب‌لو        | ۹        | ۸۱۰      | ۰        | ۰        | ۰        | ۰        | ۹ (۹)   | ۸۱۰   | ۰        | ۰                    | ۰                |
| ۳۱    | هافبک     | شاهین خیری         | ۷        | ۵۶۲      | ۳        | ۰        | ۰        | ۰        | ۷ (۶)   | ۵۶۲   | ۳        | ۰                    | ۰                |

اعداد آبی رنگ : تعداد حضور در ترکیب اصلی استقلال

### گلزن‌ها
| رده        | پُست        | نام                | لیگ برتر | جام حذفی | کل |
| ---------- | ---------- | ------------------ | -------- | -------- | -- |
| ۱          | مهاجم      | غلامرضا عنایتی     | ۲۰ (۴)   | ۰        | ۲۰ |
| ۲          | مهاجم      | سیاوش اکبرپور      | ۷        | ۰        | ۷  |
| ۳          | مهاجم      | علی سامره          | ۶        | ۰        | ۶  |
| ۴          | هافبک      | فرزاد مجیدی        | ۳        | ۰        | ۳  |
| ۵          | مدافع      | پیروز قربانی       | ۲        | ۰        | ۲  |
| ۵          | هافبک      | حسین کاظمی         | ۲        | ۰        | ۲  |
| ۵          | هافبک      | علیرضا منصوریان    | ۲        | ۰        | ۲  |
| ۵          | هافبک      | آوسنتی گیلائوری    | ۲        | ۰        | ۲  |
| ۵          | هافبک      | علیرضا واحدی‌نیکبخت | ۲        | ۰        | ۲  |
| ۶          | مدافع      | محمود فکری         | ۱        | ۰        | ۱  |
| ۶          | هافبک      | میثم بائو          | ۱        | ۰        | ۱  |
| ۶          | هافبک      | شاهین خیری         | ۱        | ۰        | ۱  |
| ۶          | هافبک      | علیرضا اکبرپور     | ۱        | ۰        | ۱  |
| ۶          | مهاجم      | مجاهد خذیراوی      | ۰        | ۱        | ۱  |
| گل به خودی | گل به خودی | گل به خودی         | ۱        | ۰        | ۱  |
| کل         | کل         | کل                 | ۵۱       | ۱        | ۵۲ |

اعداد آبی رنگ : تعداد گلهای زده شده از نقطه پنالتی
** گل به خودی بازیکنان حریف :
۱- جلال حسینی بازیکن ملوان انزلی در بازی هفته بیست و هفتم لیگ برتر

### گلهای لیگ برتر بر حسب شش بازه زمانی
| بازه زمانی     | گل زده | بازه زمانی     | گل خورده |
| -------------- | ------ | -------------- | -------- |
| ۱۵ دقیقه اول   | ۴      | ۱۵ دقیقه اول   | ۳        |
| ۱۵ دقیقه دوم   | ۷      | ۱۵ دقیقه دوم   | ۳        |
| ۱۵ دقیقه سوم   | ۶      | ۱۵ دقیقه سوم   | ۳        |
| اضافی نیمه اول | ۰      | اضافی نیمه اول | ۰        |
| جمع نیمه اول   | ۱۷     | جمع نیمه اول   | ۹        |
| ۱۵ دقیقه چهارم | ۷      | ۱۵ دقیقه چهارم | ۸        |
| ۱۵ دقیقه پنجم  | ۷      | ۱۵ دقیقه پنجم  | ۸        |
| ۱۵ دقیقه ششم   | ۱۶     | ۱۵ دقیقه ششم   | ۱۰       |
| اضافی نیمه دوم | ۴      | اضافی نیمه دوم | ۰        |
| جمع نیمه دوم   | ۳۴     | جمع نیمه دوم   | ۲۶       |

### عملکرد دروازه‌بانها
|       |                | لیگ برتر | لیگ برتر | لیگ برتر | جام حذفی | جام حذفی | جام حذفی | مجموع | مجموع   | مجموع |
| رتبه  | نام            | بازی     | گل‌خورده  | ک‌ش       | بازی     | گل‌خورده  | ک‌ش       | بازی  | گل‌خورده | ک‌ش    |
| ----- | -------------- | -------- | -------- | -------- | -------- | -------- | -------- | ----- | ------- | ----- |
| ۱     | جورج توپالوویچ | ۲۱       | ۲۴       | ۶        | ۱        | ۱        | ۰        | ۲۲    | ۲۵      | ۶     |
| ۲     | وحید طالب‌لو    | ۹        | ۱۱       | ۳        | ۰        | ۰        | ۰        | ۹     | ۱۱      | ۳     |
| مجموع | مجموع          | ۳۰       | ۳۵       | ۹        | ۱        | ۱        | ۰        | ۳۱    | ۳۶      | ۹     |

### کاپیتان‌های فصل
| رده | نام             | لیگ برتر | جام حذفی | جمع |
| --- | --------------- | -------- | -------- | --- |
| ۱   | محمود فکری      | ۲۷ (۱)   | ۰        | ۲۷  |
| ۲   | علیرضا منصوریان | ۳        | ۱        | ۴   |
| ۳   | فرزاد مجیدی     | ۰        | ۰ (۱)    | ۰   |

* عددهای آبی رنگ : نشان دهنده دفعاتی است که آن بازیکن پس از تعویض کاپیتان اول، کاپیتان شده‌است و این کاپیتانی‌ها در ستون جمع محاسبه نشده‌است.